# Mölten
Mölten ([ˈmœltn̩]; italienisch Meltina) ist eine italienische Gemeinde mit 1734 Einwohnern (Stand 31. Dezember 2023) in Südtirol, gelegen auf dem Höhenzug Tschögglberg über dem Etschtal zwischen Meran und Bozen. Die Gemeinde besteht aus den vier Fraktionen Mölten, Verschneid, Versein und Schlaneid.

## Geographie

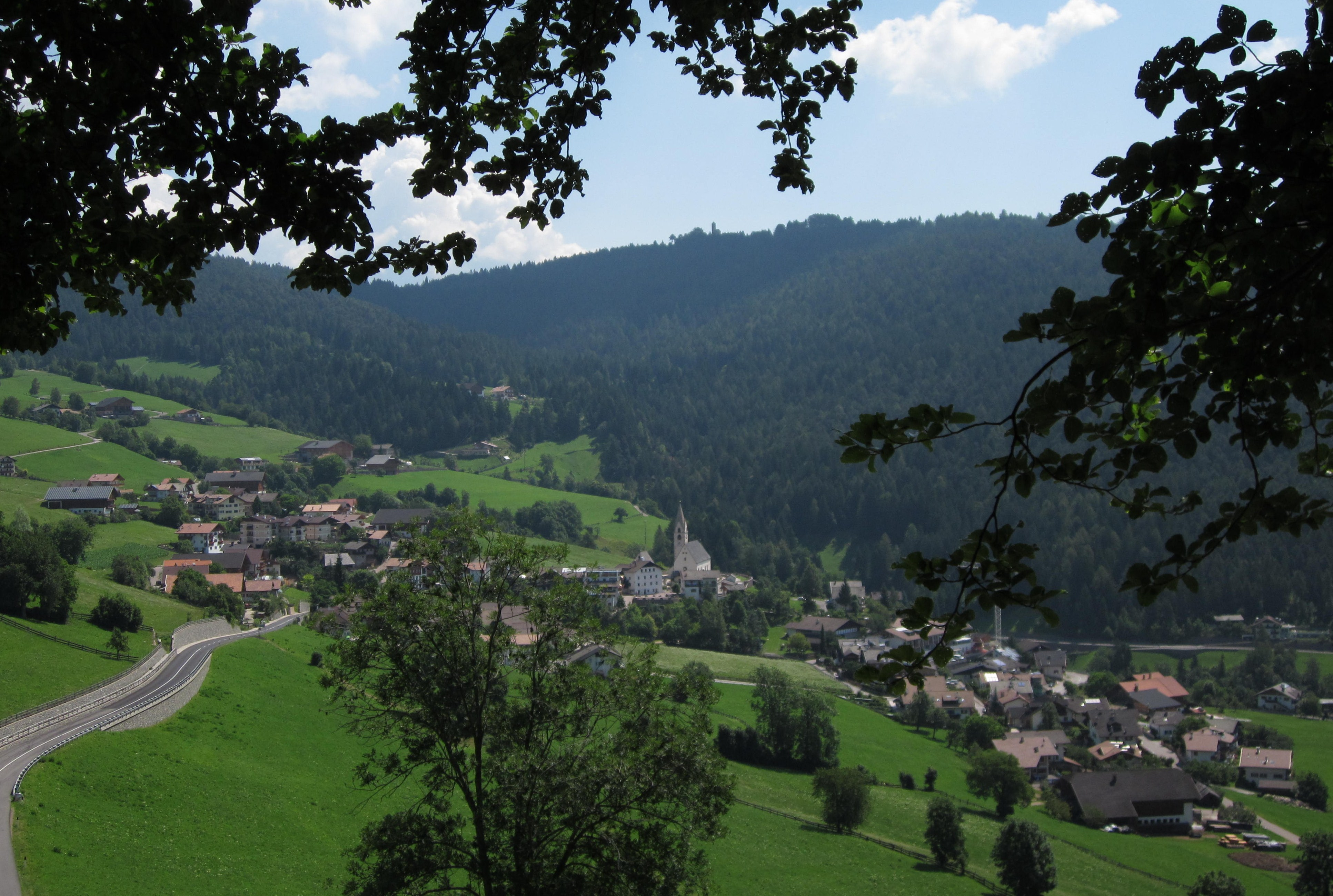
Mölten von Westen

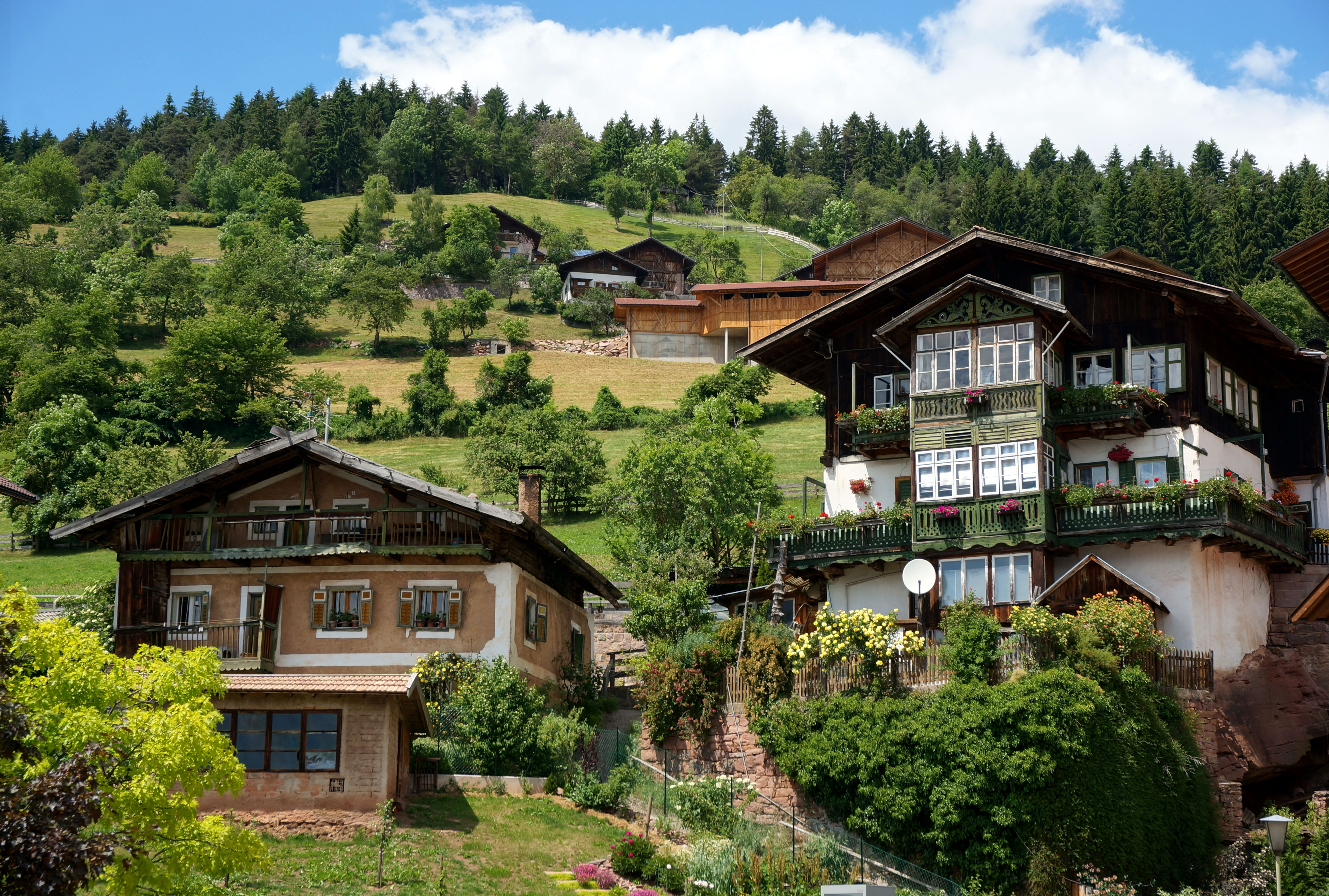
Bürgerhäuser im Zentrum

### Lage
Die Gemeinde Mölten liegt in zentraler Lage auf dem Tschögglberg, einem das Etschtal zwischen Meran und Bozen ostseitig begleitenden Höhenzug der Sarntaler Alpen. Die Siedlungen befindet sich in tieferen, mittelgebirgigen Lagen des von Wald und Wiesen charakterisierten Gebiets. Der Hauptort Mölten nimmt eine geschützte, nach Südwesten geöffnete Mulde auf 1140 m Höhe ein. Daneben bestehen noch, vom Hauptort jeweils nur wenige Kilometer entfernt, die Ortschaften Schlaneid (1150 m), Verschneid (1100 m) und Versein (1050 m).
Im Norden, Süden und Osten grenzt Mölten größtenteils an die Tschögglberger Nachbargemeinden Vöran und Jenesien. Im Nordosten findet das Gemeindegebiet an der Wasserscheide zum Sarntal, über die hier auch die Grenze zur gleichnamigen Gemeinde Sarntal verläuft, seinen höchsten Punkt: Die Hohe Reisch (2003 m), besser bekannt als Stoanerne Mandln („Steinerne Männchen“), galt im Mittelalter als Hexenkultplatz und ist heute für seine hunderte aus Steinplatten gebauten Steinmännchen bekannt. Im Westen fällt das Gemeindegebiet über steile Hänge ins Etschtal auf der Höhe von Gargazon und Terlan ab.

### Vegetation

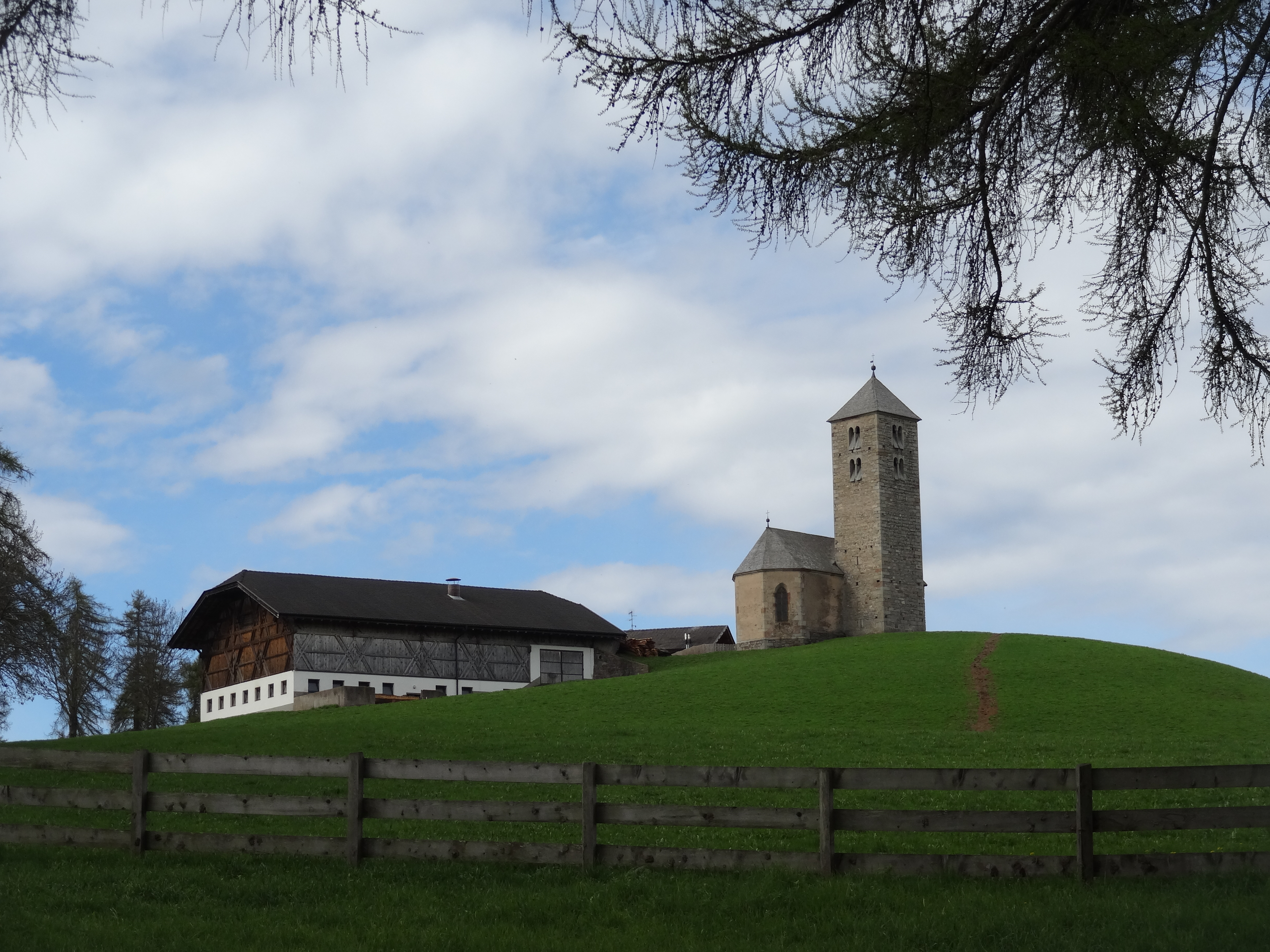
Die Örtlichkeit Langfenn mit dem Kirchlein St. Jakob

Die Gemeinde Mölten umfasst ausgedehnte Nadelwälder, wobei Fichten und Lärchen (genauer: die Gemeine Fichte und die Europäische Lärche) vorherrschen, teilweise mit Kiefern und Tannen durchsetzt. Laubwälder sind erst auf den niedrigeren Lagen des Hanges ins Etschtal hinunter häufiger anzutreffen.

### Geologie
Die Gemeinde Mölten liegt auf einem Untergrund aus vulkanischen und sedimentären Gesteinen, die in den Erdzeitaltern des Perm (vor etwa 286 bis 248 Mio. Jahren) und der untersten Trias (vor etwa 248 bis 240 Mio. Jahren) gebildet wurden. Diese Gesteine liegen den noch älteren Gesteinen aus dem frühen Erdaltertum auf, die unter anderem nördlich des Gemeindegebietes aufgeschlossen sind. Sie bestehen im Wesentlichen aus dem „Brixner Quarzphyllit“, der stellenweise vom Brixner Granit durchzogen ist. Der Brixner Quarzphyllit ist hier durch starke tektonische Beanspruchung ausgeprägt geschiefert und gefaltet. Er besteht hauptsächlich aus phyllitischen Gesteinen. Im Quarzphyllit konnten Mikrofossilien mit einem Alter von rund 500 Millionen Jahren gefunden werden. Während der variszischen Orogenese (Gebirgsbildung vor etwa 350 Millionen Jahren im Unterkarbon sowie vor rund 317 Mio. Jahren im Oberkarbon) wurden diese feinkörnigen Sedimente metamorph überprägt. In die Gesteinsformationen des Brixner Quarzphyllits sind teilweise vor etwa 300 Mio. Jahren saure granitische Kristallschmelzen aus der Tiefe eingedrungen.
Die Gesteinsschichten über diesem Grundgebirge im Möltener Gemeindegebiet sind:
- Waidbrucker Konglomerat: Sedimentgesteine, die dem Grundgebirge direkt aufliegen
- Bozener Quarzporphyrabfolge: Eine Abfolge von vulkanischen Gesteinen mit zwischengeschalteten Sedimentschichten
- Grödner Sandstein: Rötliche und grünlichgraue Sand- und Siltsteine mit Pflanzenfossilien, die die Gesteine der Bozener Quarzporphyrabfolge überlagern
- Werfener Schichten: Kleinere Vorkommen von Kalken, Mergeln und Tonsteinen
- Moränen aus der letzten Eiszeit

Das Waidbrucker Konglomerat, die Bozner Quarzporphyrabfolge und die Grödener Schichten entstanden im Erdzeitalter des Perm. Damals lag Mölten in der Nähe des Äquators; es war Teil des Superkontinents Pangaea. Durch die rege Vulkantätigkeit zur damaligen Zeit wurde gasreiches Magma an die Erdoberfläche transportiert und es bildeten sich die Porphyrschichten des Bozener Quarzporphyrs. Die zwischengeschalteten Sedimentgesteine entstanden in kleinen Sedimentationsbecken. Sie setzen sich aus groben Konglomeraten, aus Sandsteinen und aus feinkörnigen kalkig-kieseligen Gesteinen zusammen. In den Kieselsäurelagen wurden Pollen und Sporen von Pflanzen gefunden, die vor 260 Mio. Jahren in See- oder Flussnähe standen. Der Bozner Quarzporphyr ist eine bis zu 3000 m mächtige Gesteinsschicht, die eine Fläche von etwa 4000 km² überdeckt.
Die Werfener Schichten entstanden in der untersten Stufe des Trias, dem Skyth (vor etwa 245 bis 241 Mio. Jahren). Sie überlagern im Gemeindegebiet von Mölten die Grödener Schichten; ihre Mächtigkeit schwankt zwischen 150 und 700 m. Die Sedimente der Werfener Schichten sind Ablagerungen eines flachen Schelfmeeres; sie sind reich an Fossilien. An der Grenze zwischen den wasserundurchlässigen Grödener Schichten und den überwiegend wasserdurchlässigen Werfener Schichten sind Quellaustritte häufig.
Die während der Eiszeiten im Quartär gebildeten Moränen erreichen stellenweise eine Dicke von 50 Metern. An einigen Stellen im Gemeindegebiet bildeten sich durch Erosionsprozesse sogenannte Erdpyramiden, die teilweise bis zu 30 Meter hoch sind.
Oberhalb des Gehöftes Gorl gibt es am Fuß der steilen Quarzporphyrwände des Tschaufen einige „Kalte Löcher“, das sind besonders kühle Stellen, an denen auch an heißen Sommertagen die Temperatur an der Erdoberfläche nur wenige Grad über Null liegt (siehe auch die bekannteren Eppaner Eislöcher).

## Geschichte

### Namensherkunft
Überwiegend wird angenommen, dass das Wort „Mölten“ vom lateinischen Wort „maletum“ für „Apfelbaumpflanzung“ abzuleiten ist. Diese Ansicht gründet auf den verschiedenen Nennungen des Ortes in überwiegend lateinisch-, teils auch deutschsprachigen Quellen. Die erste dieser Art ist die Nennung des Ortes „Maletum“ bei Paulus Diaconus im Zusammenhang mit einem Heereszug von Franken im Jahr 590 gegen die Langobarden. Der auch als Heimatforscher tätige Möltener Priester und Lehrer Josef Schwarz hält die Ableitung vom lateinischen Wort „maletum“ für abwegig. Er sieht für die Ortsbezeichnung „Melten“ einen vorrömischen Ursprung. Da es auch noch weitere keltische Flur- und Hofnamen gibt, leitet er die Ortsbezeichnung vom keltischen Wort „Maol-Dun“ für „Bergwohnstätte“ ab; seiner Ansicht nach wurde die keltische Ortsbezeichnung nachher latinisiert.

### Siedlungsgeschichte und historische Entwicklung
Aufgrund zahlreicher Funde aus der Ur- und Frühgeschichte ist die Besiedelung von Mölten mindestens seit 2000 v. Chr. nachgewiesen. Die ältesten nachweislichen Siedlungsspuren stammen von den Kelten. Viele Hof- und Flurnamen wie Perlifl, Znol und Lafenn sind keltisch. Es wurden viele keltische Bronzegegenstände wie Fibeln und Armbänder gefunden.
Die erste geschichtlich gesicherte Nennung der Siedlung Mölten geht auf das Ende des 8. Jahrhunderts zurück: Der langobardische Geschichtsschreiber Paulus Diaconus erwähnt in seiner Historia Langobardorum, dass im Jahr 590 die langobardische Festung „Maletum“ von den Franken zerstört und die Einwohner gefangen und fortgeführt worden seien. Hier der Wortlaut: „Bis vor Verona kam das Heer der Franken; die meisten Burgen ergaben sich ohne Widerstand, nachdem sie den eidlichen Versprechungen Glauben geschenkt hatten, daß ihnen kein Leid widerfahre. Die Namen der Burgen aber, die im Tridentinerland zerstört wurden, sind: Tesana, Maletum, Sermiana, Appianum, Fagitana, Cimbra, Vitianum, Brentonicum, Volanes, Ennemase, zwei in Alsuca und eine in Verona. Und nachdem alle diese Burgen von den Franken zerstört worden waren, wurden sämtliche Einwohner von ihnen gefangen fortgeführt.“ Von der Forschung wird die Nennung von Maletum auf St. Georgen in Versein bezogen, dessen archäologische Fundgruppen auf eine spätantik-frühmittelalterliche Dauerbesiedlung zunächst von Romanen sowie ab dem 7. Jahrhundert von Bajuwaren hinweisen.
Eine ältere mögliche Nennung von Mölten ist hingegen nicht gesichert: Der Bischof Paschasinus von Lilybaea (heutiges Marsala, eine Ortschaft auf Sizilien) erwähnt in einem zwischen 440 und 461 n. Chr. verfassten Brief an den Papst Leo I. ein Taufwunder, das sich 417 n. Chr. in einem Ort namens „Melitas“ (oder „Meltina“) ereignet haben soll.
In einer Tauschurkunde zugunsten des bayerischen Benediktinerklosters Weihenstephan von ca. 1082–1097 erscheint Mölten als „iuxta Bozana [= bei Bozen] in loco qui dicitur Meltini“.
Im Früh- und Hochmittelalter war Mölten Teil eines von Bozen ausstrahlenden größeren Wirtschaftsverbandes, der in der Forschung als Relikt der älteren Bozner Grafschaft gedeutet wird. Die Möltener Gemeinschaft musste demnach noch im Jahr 1239 zum Erhalt der Bozner Eisack-Brücke beitragen, wie deren erhaltenes Weistum überliefert.
Aus dem Jahr 1736 ist eine ausführliche Satzung des Gerichts Mölten überliefert.
1901 wurde ein Materialaufzug von Vilpian nach Mölten errichtet. 1922 wurde eine Drahtseilbahn von Vilpian nach Mölten gebaut. Diese wurde Ende der 1940er-Jahre aufgelassen; erst 1955 wurde als Ersatz eine Personenseilbahn errichtet, deren Bergstation jedoch noch weit vor dem Ort Mölten liegt.
Ende der 1960er Jahre wurde Mölten von Terlan aus mit dem Neubau einer Straßenverbindung, die über den Spergserbichl und durch Verschneid führt, verkehrstechnisch erschlossen. Die Straße wurde seither modernisiert und verbreitert.

### Einwohnerentwicklung
Die Einwohnerzahlen der Gemeinde Mölten (zumindest anfangs aus den drei Fraktionen Mölten, Verschneid und Schlaneid bestehend) haben sich wie folgt entwickelt:
| Jahr      | 1780 | 1847 | 1880 | 1904 | 1921 | 1942 | 1950 | 1951 | 1958 | 1961 | 1971 | 1981 | 1989 |
| Einwohner | 0879 | 1070 | 1035 | 1000 | 0968 | 1067 | 1150 | 1149 | 1167 | 1035 | 1100 | 1144 | 1194 |

Zum Stand 31. Dezember 2015 waren es 1661 Einwohner, davon 858 Männer und 803 Frauen, in 619 Haushalten, die sich wie folgt auf die vier Fraktionen verteilten:
- Mölten: 638 Einwohner
- Schlaneid: 339 Einwohner
- Versein: 311 Einwohner
- Verschneid: 373 Einwohner

## Politik

### Bürgermeister
Bürgermeister seit 1952:
- Karl Reich: 1952–1958
- Markus Egger: 1958–1966
- Alois Kofler: 1966–1969
- Franz Josef Karnutsch: 1969–1990
- Alois Heiß: 1990–2010
- Angelika Wiedmer: 2010–2020
- Walter Gruber: seit 2020

### Wappen
Mit dem Wappen der Familie Hafner in Verschneid, das dem Bauern Balthasar Hafner, Burkart zu Verschneid, 1545 verliehen wurde, siegelten vom 16. bis 18. Jahrhundert die Bauernrichter von Mölten aus der Familie Hafner. Aus der damaligen Blasonierung (Wappenbeschreibung): „… in rotem Schild ein grauer Hafen mit drei einzelnen weißen Blumen an grünen Stengeln …“. Es diente als Vorlage für das Wappen der Gemeinde Mölten.

## Bevölkerung
Mölten ist gemäß den erhobenen Sprachgruppenzugehörigkeitserklärungen bzw. Sprachgruppenzuordnungserklärungen eine weitgehend deutschsprachige Gemeinde. Als Berechnungsgrundlage der folgenden Prozentwerte wurden die gültigen Erklärungen von Personen mit italienischer Staatsbürgerschaft herangezogen.
| Sprache     | 1981    | 1991    | 2001    | 2011    | 2024    |
| ----------- | ------- | ------- | ------- | ------- | ------- |
| Deutsch     | 99,56 % | 98,82 % | 97,09 % | 96,11 % | 96,60 % |
| Italienisch | 0,35 %  | 1,01 %  | 2,77 %  | 3,57 %  | 3,34 %  |
| Ladinisch   | 0,09 %  | 0,17 %  | 0,15 %  | 0,31 %  | 0,06 %  |

## Sehenswürdigkeiten

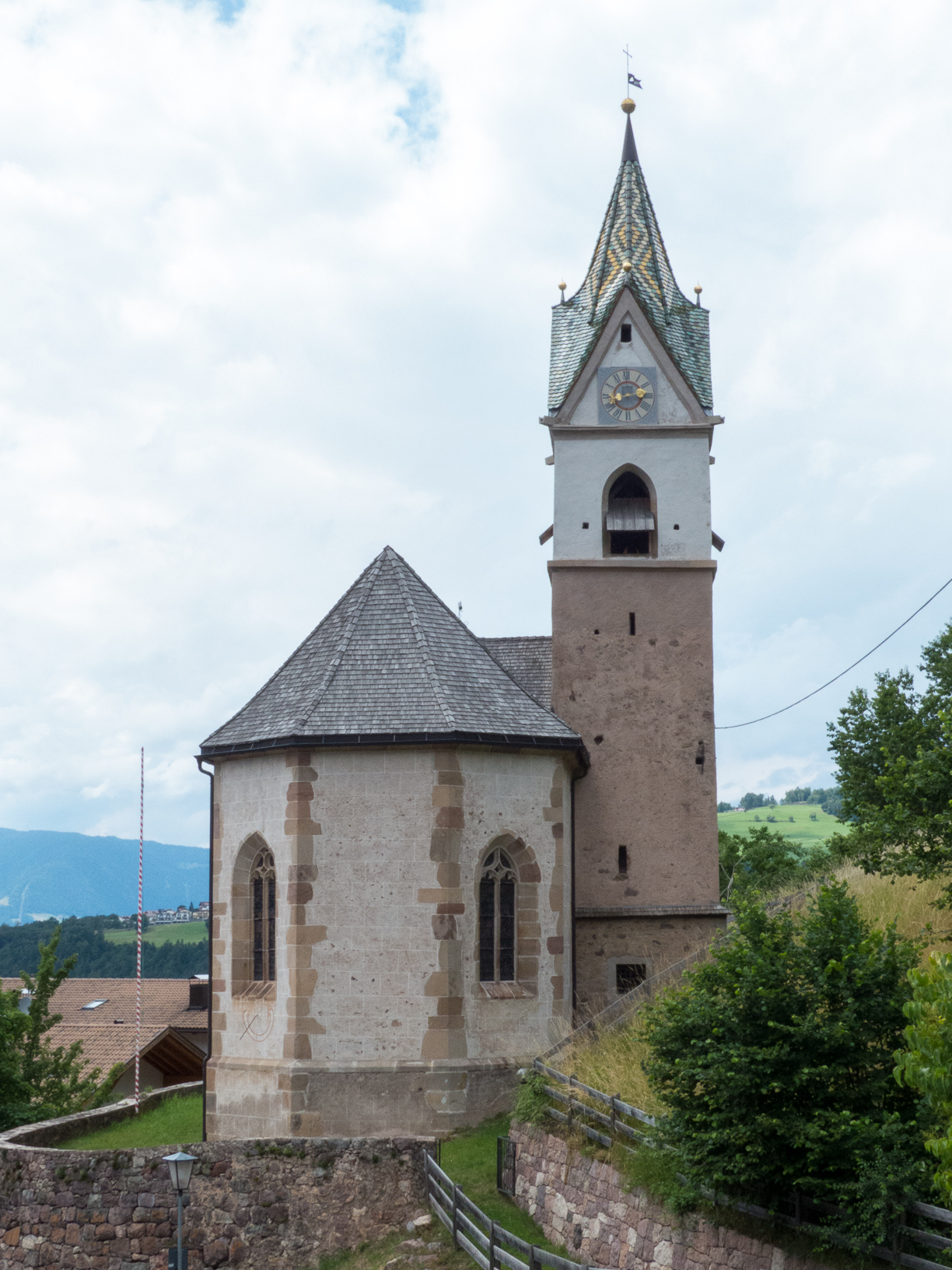
Filialkirche St. Blasius und Silvester in Verschneid

### Kirchen

#### Weitere Kirchen
- St. Jakob auf Langfenn
- St. Blasius und Silvester in Verschneid
- St. Georg in Versein
- St. Ulrich in Gschleir
- St. Valentin in Schlaneid
- Ruine St. Valentin: im Wald unterhalb von Schlaneid, wurde in Schlaneid neu erbaut

### Museen
- Fossilienmuseum Mölten

## Wirtschaft und Infrastruktur
Die Raiffeisenkasse Mölten wurde 1897 gegründet. 1899 zählte der Verein 38 Mitglieder. 1945 wurde die Raiffeisenkasse liquidiert, am 28. August 1955 neugegründet. Ende 1989 zählte die Raiffeisenkasse 176 Mitglieder. Am 1. Januar 2017 fusionierte sie mit den Raiffeisenkassen von Terlan, Andrian und Nals zur Raiffeisenkasse Etschtal.

### Schulen
1861 wurde in Mölten ein Schulhaus neben der Pfarrkirche erbaut, das in den 1970er-Jahren renoviert wurde. Von 1980 bis 1982 wurde das neue Schulzentrum für die deutsche Sprachgruppe, bestehend aus der Grundschule Johannes Greif und der Mittelschule Siegfried Teßmann, errichtet. Es wurde am 20. Mai 1982 eingeweiht. Benannt wurden die Schulen nach dem aus Aschl bei Mölten stammenden Bischof Johannes Greif (* 23. September 1897 in Aschl bei Mölten; † 17. August 1968 in Tororo, Uganda), der die meiste Zeit seines Lebens als Missionar in Uganda verbrachte, sowie nach Siegfried Teßmann (* 1. Dezember 1880 in Missian/Eppan; † 10. November 1968 in St. Pauls), Priester und Künstler, lange als Kurat in Verschneid tätig.
Eine weitere deutschsprachige Grundschule befand sich in Verschneid; diese wurde 2025 aufgrund zu geringer Einschreibungszahlen aufgelassen.

### Verkehr
Die schnellste Straßenverbindung vom Etschtal nach Mölten führt von Terlan herauf. Weitere Straßen erreichen die Gemeinde von Bozen her über Jenesien und von Meran her über Hafling. Aufgrund der schwierigen Topographie sind die Straßenstrecken oft deutlich länger als die Entfernung per Luftlinie. Über die Straße sind Jenesien 12 km, Hafling 18 km und Meran 28 km entfernt. Auch eine Seilbahnverbindung, die Seilbahn Mölten, verbindet das Etschtal mit Mölten: Die Talstation ist in der Terlaner Fraktion Vilpian, die Bergstation unterhalb von Schlaneid.

## Persönlichkeiten
- Gustav Gurschner (1873–1970), Bildhauer und Professor: Seine Eltern stammten aus Mölten.
- Josef Schwarz (1894–1980), in Mölten geborener Priester, Lehrer und Heimatkundler. Am 2. Juli 1972 wurde ihm von der Gemeinde Mölten anlässlich seines 50-jährigen Priesterjubiläums die Ehrenbürgerschaft verliehen.[4]
- John Francis Greif (1897–1968), in Mölten geborener Ordensgeistlicher, Bischof von Tororo

## Sonstiges
Ein alter Spruch über Mölten lautet: „Von Unterroan bis Missenstoan ist Möltner Gmoan.“ Er besagt, dass sich das Gemeindegebiet (nach früherer Ausdehnung) von Unterrain in Eppan bis nach Missenstein am Ifinger ausdehnt. Dies entspricht der etwa bis 1900 gültigen größeren Ausdehnung des Gemeindegebietes von Mölten.

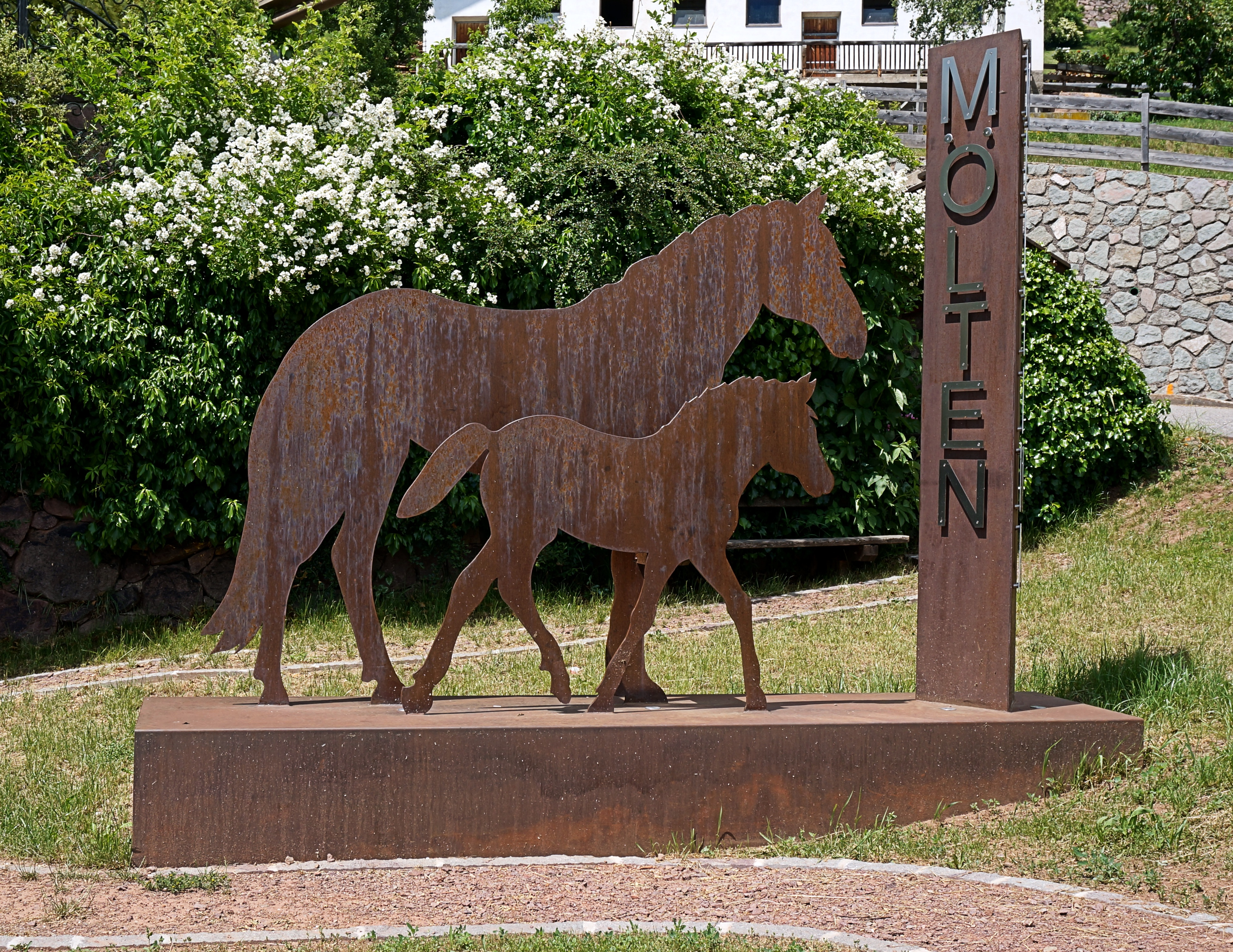
Pferdestele an der Hauptstraße

Bekannt ist auch die Haflingerzucht in Mölten. Mölten hat 1904 als erste Südtiroler Gemeinde eine Haflingerpferdezucht-Genossenschaft gegründet.
Die in Mölten ansässige Arunda Sektkellerei ist ein 1979 gegründetes Familienunternehmen; es ist die höchstgelegene Sektkellerei Europas. Es werden durchschnittlich etwa 70.000 Flaschen Sekt produziert, die in viele Länder vertrieben werden.